# North Haven
För andra betydelser, se North Haven (olika betydelser).
North Haven, kommun (town) i New Haven County, Connecticut, USA med cirka 24 000 invånare (2020).